# Schlotheimia rigescens
Schlotheimia rigescens är en bladmossart som beskrevs av Brotherus 1894. Schlotheimia rigescens ingår i släktet Schlotheimia och familjen Orthotrichaceae. Inga underarter finns listade i Catalogue of Life.